# Octávio Pinto Guimarães
Pour les articles homonymes, voir Pinto et Guimarães (homonymie).
Octávio Pinto Guimarães, né le 26 mai 1922 à Rio de Janeiro et mort le 28 mai 1990, est un ancien dirigeant sportif brésilien. 
Il fut le 17e président de la fédération brésilienne de football, de 1986 à 1989. 